# ATC (A11)
Jest to część klasyfikacji anatomiczno-terapeutyczno-chemicznej:
- A – Przewód pokarmowy i metabolizm
  - A 01 – Preparaty stomatologiczne
  - A 02 – Leki stosowane w chorobach związanych z nadmierną kwasowością soku żołądkowego
  - A 03 – Leki stosowane w czynnościowych zaburzeniach przewodu pokarmowego
  - A 04 – Leki przeciwwymiotne i przeciw nudnościom
  - A 05 – Leki stosowane w chorobach dróg żółciowych i wątroby
  - A 06 – Leki przeczyszczające
  - A 07 – Leki przeciwbiegunkowe, przeciwzapalne i przeciwdrobnoustrojowe stosowane w chorobach przewodu pokarmowego
  - A 08 – Leki przeciw otyłości z wyłączeniem preparatów dietetycznych
  - A 09 – Leki poprawiające trawienie (włącznie z enzymami)
  - A 10 – Leki stosowane w cukrzycy
  - A 11 – Witaminy
  - A 12 – Preparaty uzupełniające niedobór składników mineralnych
  - A 13 – Leki wzmacniające
  - A 14 – Leki anaboliczne do stosowania ogólnego
  - A 15 – Leki zwiększające apetyt
  - A 16 – Inne leki działające na przewód pokarmowy i metabolizm

## A 11 A – Preparaty wielowitaminowe
- A 11 AA – Preparaty wielowitaminowe ze składnikami mineralnymi
  - A 11 AA 01 – preparaty wielowitaminowe w połączeniu z żelazem
  - A 11 AA 02 – preparaty wielowitaminowe w połączeniu z wapniem
  - A 11 AA 03 – preparaty wielowitaminowe w połączeniu z innymi związkami mineralnymi (także połączeniami)
  - A 11 AA 04 – preparaty wielowitaminowe w połączeniu z pierwiastkami śladowymi
- A 11 AB – Inne wielowitaminowe preparaty złożone

## A 11 B – Preparaty wielowitaminowe bez dodatków
- A 11 BA – Preparaty wielowitaminowe bez dodatków

## A 11 C – Witaminy A i D (włącznie z preparatami zawierającymi obydwie witaminy)
- A 11 CA – Witamina A
  - A 11 CA 01 – retinol
  - A 11 CA 02 – beta-karoten
- A 11 CB – Preparaty złożone zawierające witaminę A i D
- A 11 CC – Witamina D i jej analogi
  - A 11 CC 01 – ergokalcyferol
  - A 11 CC 02 – dihydrotachysterol
  - A 11 CC 03 – alfakalcydol
  - A 11 CC 04 – kalcytriol
  - A 11 CC 05 – cholekalcyferol
  - A 11 CC 06 – kalcyfediol
  - A 11 CC 20 – połączenia
  - A 11 CC 55 – cholekalcyferol w połączeniach

## A 11 D – Witamina B1(włącznie z preparatami złożonymi zawierającymi witaminę B6i B12)
- A 11 DA – Witamina B1
  - A 11 DA 01 – tiamina
  - A 11 DA 02 – sulbutiamina
  - A 11 DA 03 – benfotiamina
- A 11 DB – Preparaty złożone zawierające witaminę B1 oraz witaminę B6 lub B12

## A 11 E – Kompleks witamin grupy B (także w skojarzeniu z innymi substancjami)
- A 11 EA – Kompleks witamin z grupy B bez dodatków

- A 11 EB – Kompleks witamin z grupy B w skojarzeniu z witaminą C

- A 11 EC – Kompleks witamin z grupy B w skojarzeniu ze składnikami mineralnymi

- A 11 ED – Kompleks witamin z grupy B w skojarzeniu ze steroidami anabolicznymi

- A 11 EX – Kompleks witamin z grupy B, inne preparaty złożone

## A 11 G – Kwas askorbinowy (włącznie z preparatami złożonymi)
- A 11 GA – Kwas askorbinowy
  - A 11 GA 01 – kwas askorbinowy
- A 11 GB – Preparaty złożone zawierające kwas askorbinowy
  - A 11 GB 01 – kwas askorbinowy w połączeniu z wapniem

## A 11 H – Preparaty proste zawierające inne witaminy
- A 11 HA – Preparaty proste zawierające inne witaminy
  - A 11 HA 01 – nikotynamid (witamina B3)
  - A 11 HA 02 – pirydoksyna (witamina B6)
  - A 11 HA 03 – tokoferol
  - A 11 HA 04 – ryboflawina
  - A 11 HA 05 – biotyna
  - A 11 HA 06 – fosforan pirydoksalu
  - A 11 HA 07 – inozytol
  - A 11 HA 08 – tokoferolsan
  - A 11 HA 30 – dekspantenol
  - A 11 HA 31 – pantotenian wapnia
  - A 11 HA 32 – pantetyna

## A 11 J – Inne preparaty złożone zawierające witaminy
- A 11 JA – Preparaty złożone zawierające witaminy
- A 11 JB – Preparaty złożone zawierające witaminy i składniki mineralne
- A 11 JC – Inne preparaty złożone zawierające witaminy